# Leptogenys linearis
Leptogenys linearis é uma espécie de formiga do gênero Leptogenys, pertencente à subfamília Ponerinae.